# Mahazony
Mahazony – gmina (kaominina) na Madagaskarze, w regionie Haute Matsiatra, w dystrykcie Ambalavao. W 2001 roku zamieszkana była przez 11 480 osób. Siedzibę administracyjną stanowi Mahazony. Jest jedną z 17 gmin dystryktu.
Na obszarze gminy funkcjonują m.in. szkoła pierwszego stopnia oraz szkoła drugiego stopnia pierwszego cyklu. 99% mieszkańców trudni się rolnictwem, natomiast 1% pracuje w usługach. Produktami o największym znaczeniu dla lokalnej gospodarki są ryż, maniok oraz tytoń.
Przed wprowadzeniem nowego podziału administracyjnego Madagaskaru w 2007 r. gmina znajdowała się w prowincji Fianarantsoa.
Gmina położona jest w strefie czasowej UTC+03:00.